# El Abismo del Peligro
El Abismo del Peligro es el 2.º episodio de los Thunderbirds, serie de televisión de Gerry Anderson para Supermarionation. El episodio salió al aire primero en ATV Midlands en el Reino Unido el 7 de octubre de 1965. Fue escrito por Alan Fennell y dirigido por Desmond Saunders.

## Sinopsis
Después de una gira larga de trabajo en la selva africana, la tripulación de un prototipo de vehículo del Ejército estadounidense todo terreno queda atrapado en las profundidades de un hoyo misterioso. ¿El Rescate Internacional podrá recuperar el Sidewinder antes de que los hombres mueran por el calor?

## Argumento
Habiendo completado una prueba extensa del prototipo del Ejército estadounidense Sidewinder, un vehículo de transporte ambulante equilibrado con giroscopios, para el uso en las guerras e incendios forestales la tripulación de tres hombres está esperando encontrarse con un equipo en la selva africana. Sin embargo, mientras estaban cruzando una llanura, una enorme hendidura se abre en la tierra y el Sidewinder es devorado de repente por un cráter inadvertido. Rodeado por el fuego y el humo espeso, rueda al fondo y termina descansando de lado.
Con la tripulación que ha esperado su encuentro con el helijet de rescate, el General Peters trata sin éxito de contactar al Sidewinder mientras Copter Watchdog supervisa el rescate en helicóptero. Su colega, Ralph, avisa sobre una columna creciente de humo en la distancia. A bordo del Sidewinder, el Coronel Sweeney llama a Peters desde el cuarto del mando e informa que el vehículo se ha caído 300 pies bajo tierra. Él y sus subordinados, Johnny y Frank, están ilesos, pero la temperatura dentro del hoyo es 220 grados Fahrenheit.
Aterrizando al lado del cráter, Peters informa que la tripulación se encuentera bien al Lugarteniente Mead, Sargento Reynolds y el piloto Charlie e insiste que las 500 toneladas del vehículo no pueden alzarse sin equipo especial que tomaría semanas para llegar. Mead sugiere que él puede bajar por el helijet en el hoyo para llevar a cabo el reconocimiento, y Peters renuentemente está de acuerdo. Sin embargo, Mead solo puede ver una parte del Sidewinder a través del humo antes de que él se desmaye por el calor y rápidamente es izado por Charlie.
John Tracy, mientras estaba supervisado las transmisiones de radio de Mead desde el Thunderbird 5, informa a la Isla Tracy sobre los eventos que tienen lugar en la selva. Aunque Jeff pone Thunderbird 1 en estado de espera, él es vacilante al mandar a Scott en caso de que el Ejército está envuelto en una operación de máximo secreto.
Vendado y severamente quemado, Mead cree que el Sidewinder podría ser arrastrado fuera del hoyo. Cuando Reynolds desciende en el hoyo para atar un gancho a un cable de las piernas del Sidewinder, la planta refrescante del vehículo está bajo presión y la temperatura externa ha subido a 265 grados. Reynolds se levanta del hoyo ya que el calor se pone insoportable. Charlie manda el cable del helijet y entonces el Mead y Reynolds se dirigen al hospital.
Con el cable atado por Copter Watchdog, el piloto intenta arrastrar el Sidewinder al lado del hoyo. Sin embargo, la máquina es demasiado pesada y la línea se resbala. Ralph recuerda al Rescate Internacional y Peters llama a John en el Thunderbird 5. Sabiendo que el Ejército quiere la ayuda de Rescate Internacional, Scott sale, acompañado por Virgil y Brains en el Thunderbird 2. Entretanto, el casco del Sidewinder está siendo abierto por la brecha y Sweeney ordena que el purificador de aire debe ser activado.
Al llegar a la escena, Scott usa la cámara flotante de control remoto del Thunderbird 1 para inspeccionar el hoyo. Brains revisa las grabaciones del Ejército estadounidense, concluyendo que el hoyo era una vez un vertedero para el equipo del antiguo ejército y que la tripulación de Sidewinder se desplomó cuando ellos perturbaron la capa de arena y piedras que se forma encima de él. Brains concluye que el resto de la arena y piedra debe quitarse antes de que el Sidewinder pueda ser arrastrado fuera del hoyo.
Con ropa de protección, Virgil baja en el hoyo para plantar cargas explosivas estratégicamente alrededor del cráter. Scott conduce La Mole fuera de la vaina del Thunderbird 2 y lo conduce a través de la tierra, surgiendo dentro del hoyo para reunirse con Virgil. Brains detona las cargos entonces, mientras vuela la última capa de piedra a lo lejos. La tripulación del Sidewinder ahora tiene solo dos minutos antes de que la planta refrescante se descomponga.
Virgil maneja un Vehículo de Recuperación al lado del cráter y remotamente dirige a uno no tripulado junto al suyo. disparando las abrazaderas magnéticas hacia el casco del Sidewinder, él pone ambos vehículos marcha atrás y el Sidewinder empieza a ponerse derecho. Una de las abrazaderas falla y Virgil es forzado a volver a empezar. Posteriormente con muchas dificultades, el Sidewinder es subido al borde del hoyo a un lugar segiro. Pasmado y delirante, Sweeney se desmaya.
Cuando Sweeney recobra la conciencia en un helicóptero de emergencia y da las gracias a Scott, Virgil y Brains antes de irse en el Thunderbird 2. Cuando Scott se prepara a partir, Peters declara que le daría lo que fuera por pertenecer a Rescate Internacional.

## Reparto

### Reparto de voz regular
- Jeff Tracy — Peter Dyneley
- Scott Tracy — Shane Rimmer
- Virgil Tracy — David Holliday
- John Tracy — Ray Barrett
- Brains — David Graham

### Reparto de voz invitado
- Coronel Sweeney — David Graham
- Johnny — Shane Rimmer
- Frank — David Graham
- General Peters — David Graham
- Ralph — Peter Dyneley
- Lugarteniente Mead — Ray Barrett
- Sargento Reynolds — David Graham
- Piloto Copter Watchdog — Matt Zimmerman
- piloto del Helijet Charlie — Matt Zimmerman

## Equipo principal
Los vehículos y equipos vistos en el episodio son:
- Thunderbird 1
- Thunderbird 2 (llevando la Vaina 5)
- Thunderbird 5
- La Mole
- cámara flotante de control remoto
- Recobrador de Vehículos
- Sidewinder
- Helicóptero de la armada estadounidense
- Helijet

## Errores
- Cuando La Mole regresa después de que Scott recoge a Virgil, la arena circundante y el polvo vuela más de hacia ruedas (indicando la imagen de la Mole que excava en la tierra simplemente fue invertida).
- El propulsor descendente del Thunderbird 1 incendia un tronco de árbol cuando Scott se va a casa después de que la tripulación del Sidewinder es rescatada.